# Tim LaHaye
Timothy F. (Tim) LaHaye (Detroit, 27 april 1926 – San Diego, 25 juli 2016) was een Amerikaanse predikant, spreker en schrijver van christelijke boeken. Hij behoorde tot het evangelisch christendom en was getrouwd met de christelijke schrijfster Beverly LaHaye.

## De laatste bazuin
LaHaye is vooral bekend van de boekenreeks Left Behind, die in Nederland is verschenen onder de titel De laatste bazuin. Hij schreef de boekenreels samen met Jerry B. Jenkins. De boekenreeks gaat over de in de Bijbel vermelde eindtijd en is gedeeltelijk verfilmd als Left Behind: The Movie (2000), Left Behind II: Tribulation Force (2002) en Left Behind: World at War (2005).
LaHaye en Jenkins hanteerden een premillennialistische visie op de eindtijd, dat wil zeggen dat zij geloven dat de huidige wereld de oordelen inclusief de komst van de antichrist, zoals vermeld in het Bijbelboek Openbaring van Johannes, moet ondergaan, alvorens Jezus Christus terugkeert om duizend jaar te regeren, waarna God na het laatste oordeel een nieuwe hemel en een nieuwe aarde schept.
LaHaye en Jenkins gaan uit van de 'opname van de gemeente', waarmee wordt bedoeld dat God de op de aarde aanwezige christenen in de hemel zal opnemen voordat de 'Grote Verdrukking' (de oordelen uit het Bijbelboek Openbaring van Johannes) zal plaatsvinden. De ongelovige achterblijvers kunnen alsnog christen worden, maar zullen de oordelen wel moeten ondergaan. In de boekenserie, die zich hoofdzakelijk na 'de opname' afspeelt, staan een aantal van dergelijke, in eerste instantie ongelovige achterblijvers centraal. Zij hebben zich tamelijk kort na 'de opname' of pas na verzet, bekeerd tot het christelijk geloof.

## Israël
Populaire schrijvers, zoals Hal Lindsey, Tim LaHaye en John Hagee, hadden grote invloed op de Amerikaanse publieke opinie. Via hun doctrine werd de stichting van de staat Israël en de handhaving daarvan decennialang gelegitimeerd. De hele wereld werd gezien in het licht van het politieke fenomeen "Israël". De stichting daarvan werd door velen beschouwd als de voornaamste ingreep van God sinds de hemelvaart van Jezus. Televisiedominees stelden dat verzet tegen de gang van zaken rond dit historische moment gelijk stond aan verzet tegen God.

## Boeken
Een selectie van in het Nederlands vertaalde boeken:
De laatste bazuin-serie, samen met Jerry B. Jenkins:
1. Verlaten, (Left Behind), 1998, ISBN 90-2426-226-7
2. Tegenstand (Tribulation Force), 1998, ISBN 90-2426-227-5
3. Nicolae, 1999, ISBN 90-2426-228-3
4. Oogst (Soul Harvest), 1999, ISBN 90-2426-229-1
5. Apollyon, 1999, ISBN 90-2426-230-5
6. Moord (Assassins), 2000, ISBN 90-2426-236-4
7. Bezeten (The Indwelling), 2000, ISBN 90-2426-237-2
8. Merkteken (The Mark), 2001, ISBN 90-4352-002-0
9. Ontheiligd (Desecration), 2001, ISBN 90-4352-003-9
10. Standvastig (The Remnant), 2002, ISBN 90-4352-004-7
11. Armageddon, 2003, ISBN 90-4352-005-5
12. Wederkomst (Glorious Appearing), 2004, ISBN 90-4352-006-3
13. Koninkrijk (Kingdom Come), 2008, ISBN 978-90-435-1419-4

Het Einde (met in de hoofdrol ex Amerikaans luchtmachtpiloot Joshua Jordan)
1. Op het randje van de apocalyps (Edge of apocalypse), 2010, geschreven met Craig Parshall, ISBN 9789064511455
2. Naderend onheil (Thunder of Heaven), 2011, geschreven met Craig Parshall, ISBN 9789064511615

Babylon serie (met in de hoofdrol Bijbelarcheoloog Michael Murphy)
1. Babylon (Babylon rising), 2004, geschreven met Greg Dinallo, ISBN 9789029717793
2. Ararat (The secret on Ararat), 2004. geschreven met Bob Phillips, ISBN 9789029718028
3. Europa (The Europa conspiracy), 2005, geschreven met Bob Phillips, ISBN 9029718080
4. Asdot (The edge of darkness), 2006, geschreven met Bob Phillips, ISBN 9789029718288

Godsdienstige studieboeken:
- Het wonder tussen man & vrouw, met Beverly LaHaye, 1989, ISBN 90-6318-032-2
- Depressief?, 1992, ISBN 90-6318-059-4
- De Geest en ons temperament, 1995, ISBN 90-6318-700-9
- Jezus wie is Hij?, 1999
- Het einde der tijden, met J.B. Jenkins, 2001, ISBN 90-4352-001-2
- De Here tegemoet: (over de opname van de gemeente), 2003, ISBN 90-6451-071-7
- Doeltreffend bijbellezen! en groeien in geloof, 2004, ISBN 90-6451-072-5
- Gods toekomstige genade: zijn liefdevolle plan in de eindtijd voor jou, met Steve Halliday, 2005, ISBN 90-6451-083-0
- Doeltreffend bijbelse profetieën bestuderen, 2005, ISBN 90-6451-079-2